# Masta Killa
Masta Killa, pseudonimo di Elgin Turner (New York, 18 agosto 1969), è un rapper statunitense, ed uno dei membri del gruppo rap Wu-Tang Clan.

## Biografia
Nato a Brooklyn, in questo contesto si unisce agli altri membri del gruppo rap. La sua prima apparizione avviene in Da Mistery Of Chessboxin', pezzo inserito in Enter The Wu-Tang 36 Chambers (Wu-Tang Clan, 1993). Appare in diversi dischi solisti come Only Built 4 Cuban Linx... di Raekwon the Chef e Liquid Swords di GZA/Genius.
La sua particolarità è, oltre la voce chiara ma profonda, la sua ottima tecnica metrica e il suo andamento con le rime. Comincia a collaborare con importanti esponenti del rap come i Public Enemy. Nel 2004 esordisce da solista con No Said Date (Nature Sounds). È il preambolo alla riunione del Clan, in questo periodo disperso e lontano dall'affiatamento degli anni novanta.
Nel 2006 pubblica il suo secondo disco solista, Made in Brooklyn (Nature Sounds), nuovamente rinforzato dalla presenza di tutti i componenti del gruppo.

## Vita privata
Masta Killa è vegetariano, come anche suo figlio Eternal. È testimonial della campagna PETA in favore del vegetarismo, con un video in cui spiega le ragioni etiche di questa scelta alimentare.

## Discografia
- 2004 - No Said Date
- 2006 - Made in Brooklyn
- 2012 - Selling My Soul
- 2017 - Loyalty Is Royalty
- 2025 - Balance